# Tuensang (stad)
Tuensang is een dorp in het district Tuensang van de Indiase staat Nagaland. 

## Demografie
Volgens de Indiase volkstelling van 2001 wonen er 29.654 mensen in Tuensang, waarvan 56% mannelijk en 44% vrouwelijk is. De plaats heeft een alfabetiseringsgraad van 71%. 